# Шакілл Муса
Шакілл Муса (1 січня 2002) — замбійський плавець.
Учасник Олімпійських Ігор 2020 року, де в попередніх запливах на дистанції 50 метрів вільним стилем посів 56-те місце і не потрапив до півфіналів.